# Патерсволде
Патерсволде (нід. Paterswolde) — село в нідерландській провінції Гронінген. Входить до муніципалітету Гронінген. Частина території села відноситься до муніципалітету Тінарло сусідньої провінції Дренте.
Його площа становить 6,89км², а населення станом на 2021 рік складало 3 795 осіб.
Перша згадка про населений пункт датується 1408 роком.

## Галерея

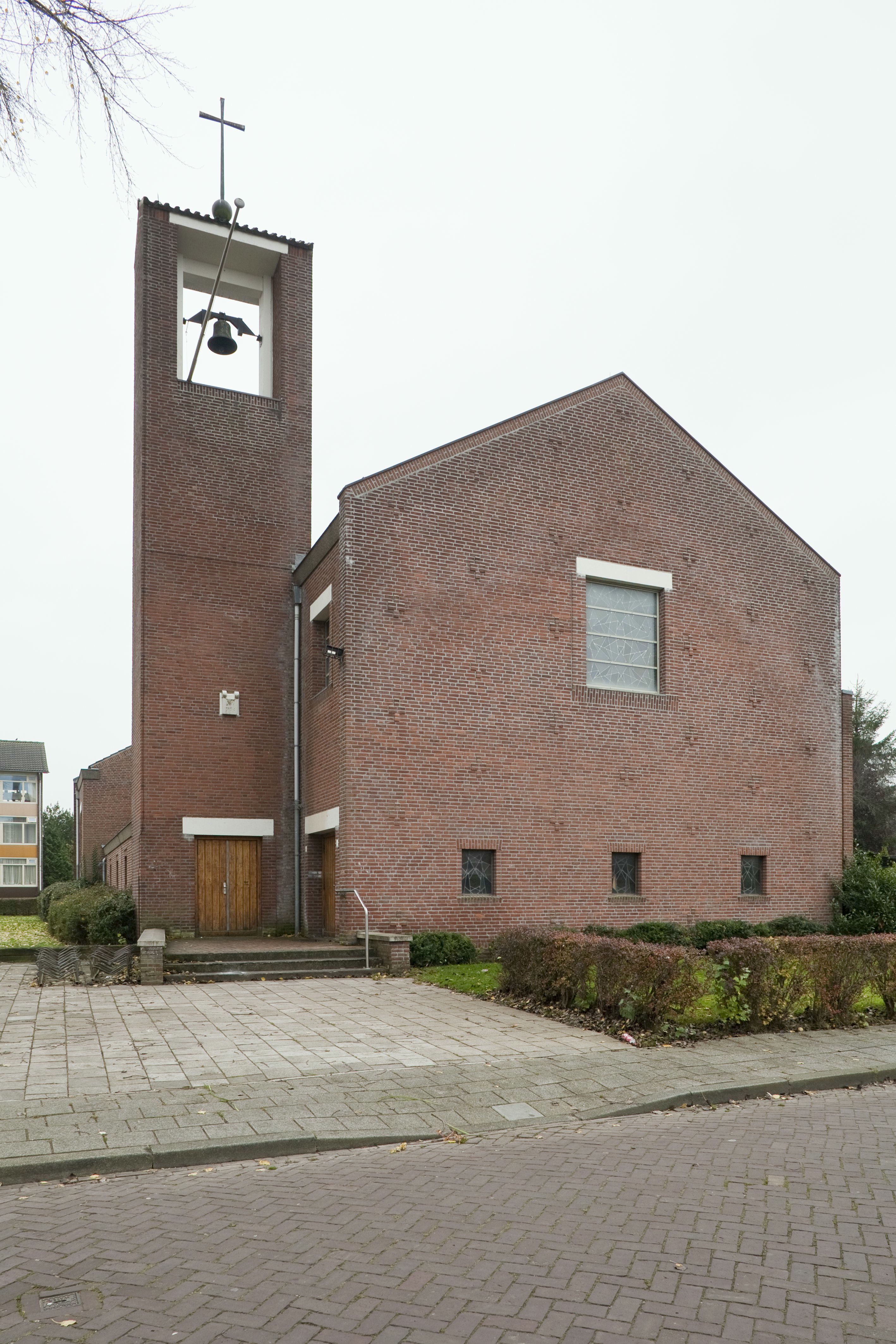
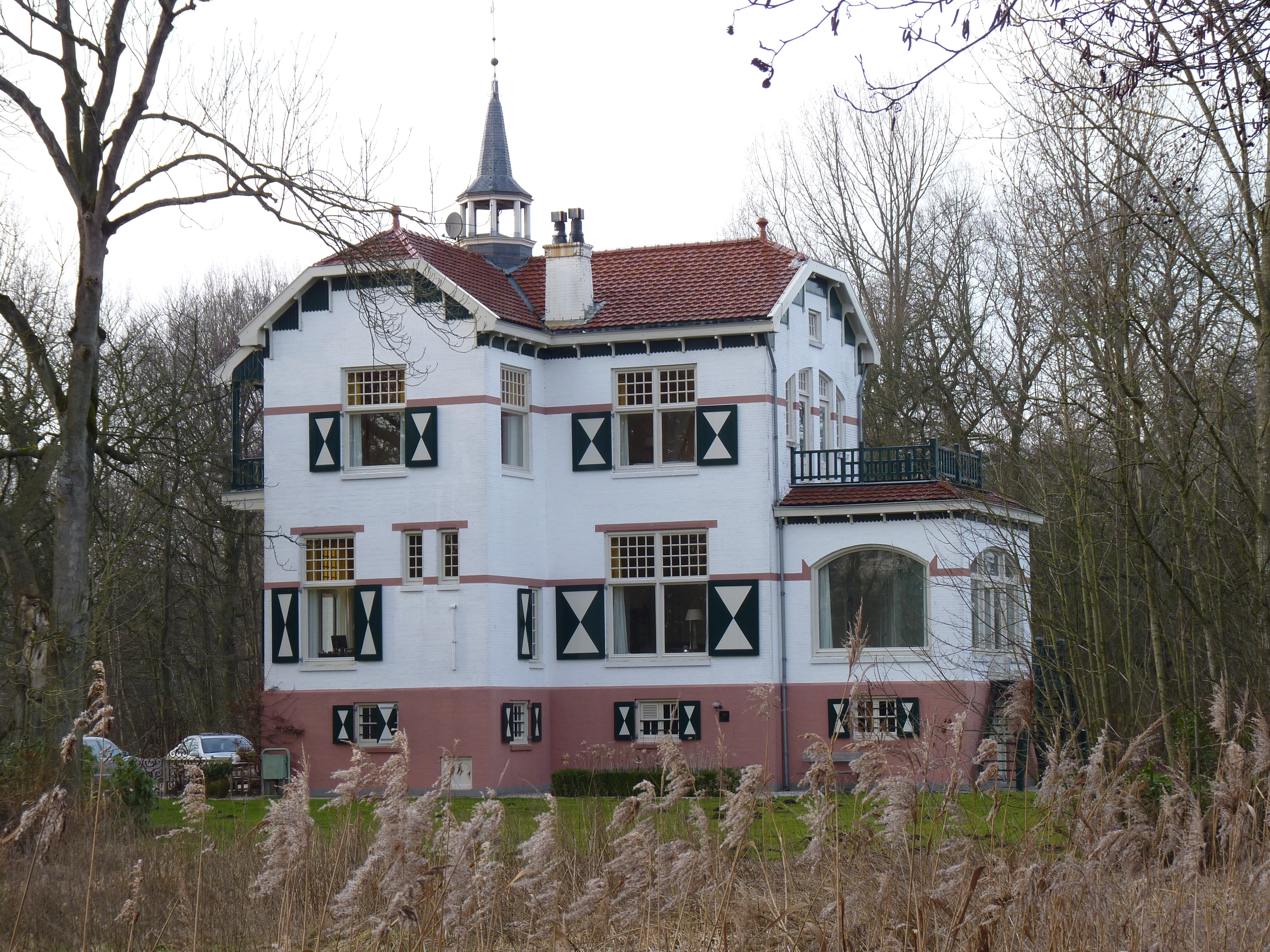
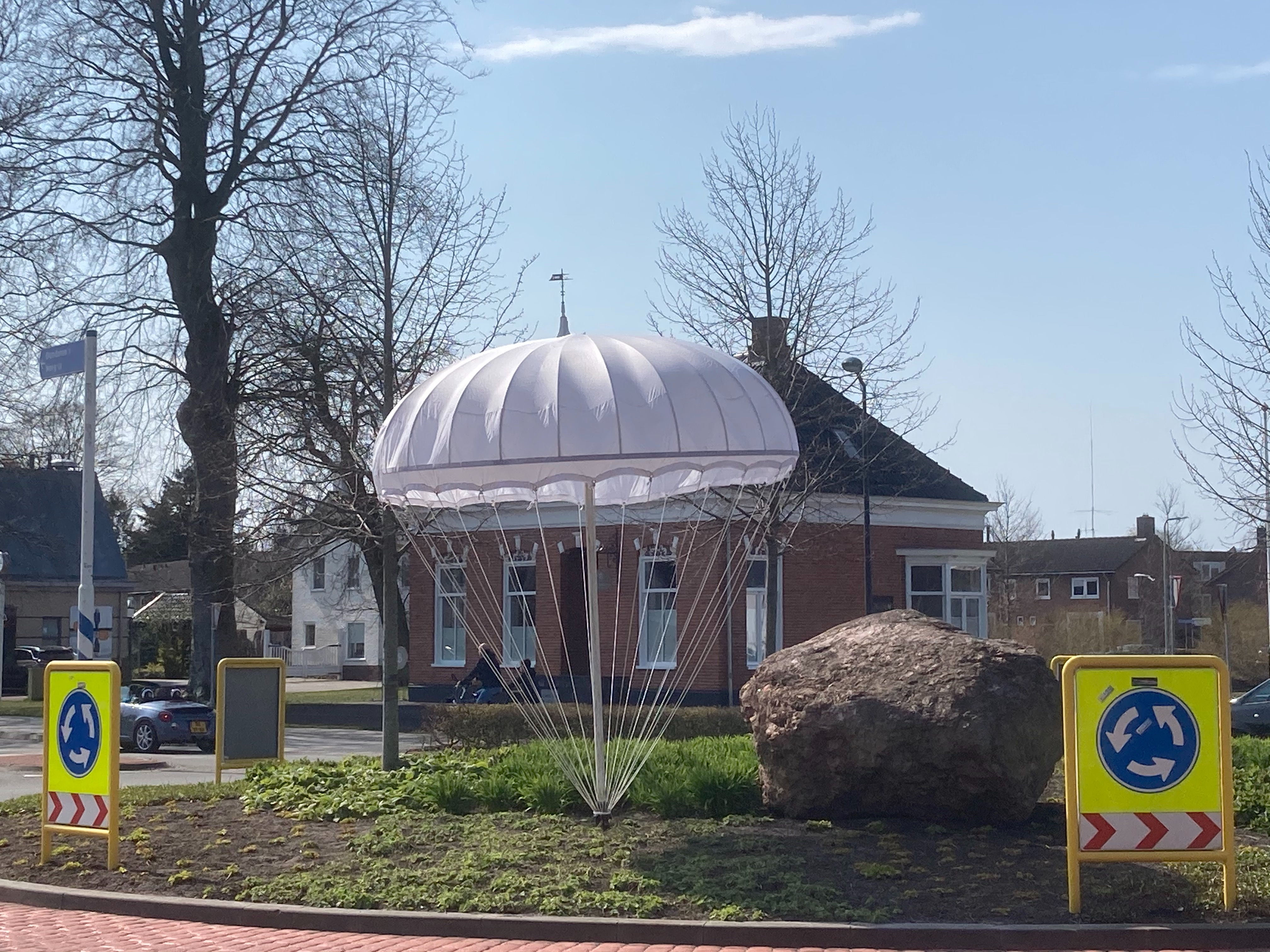
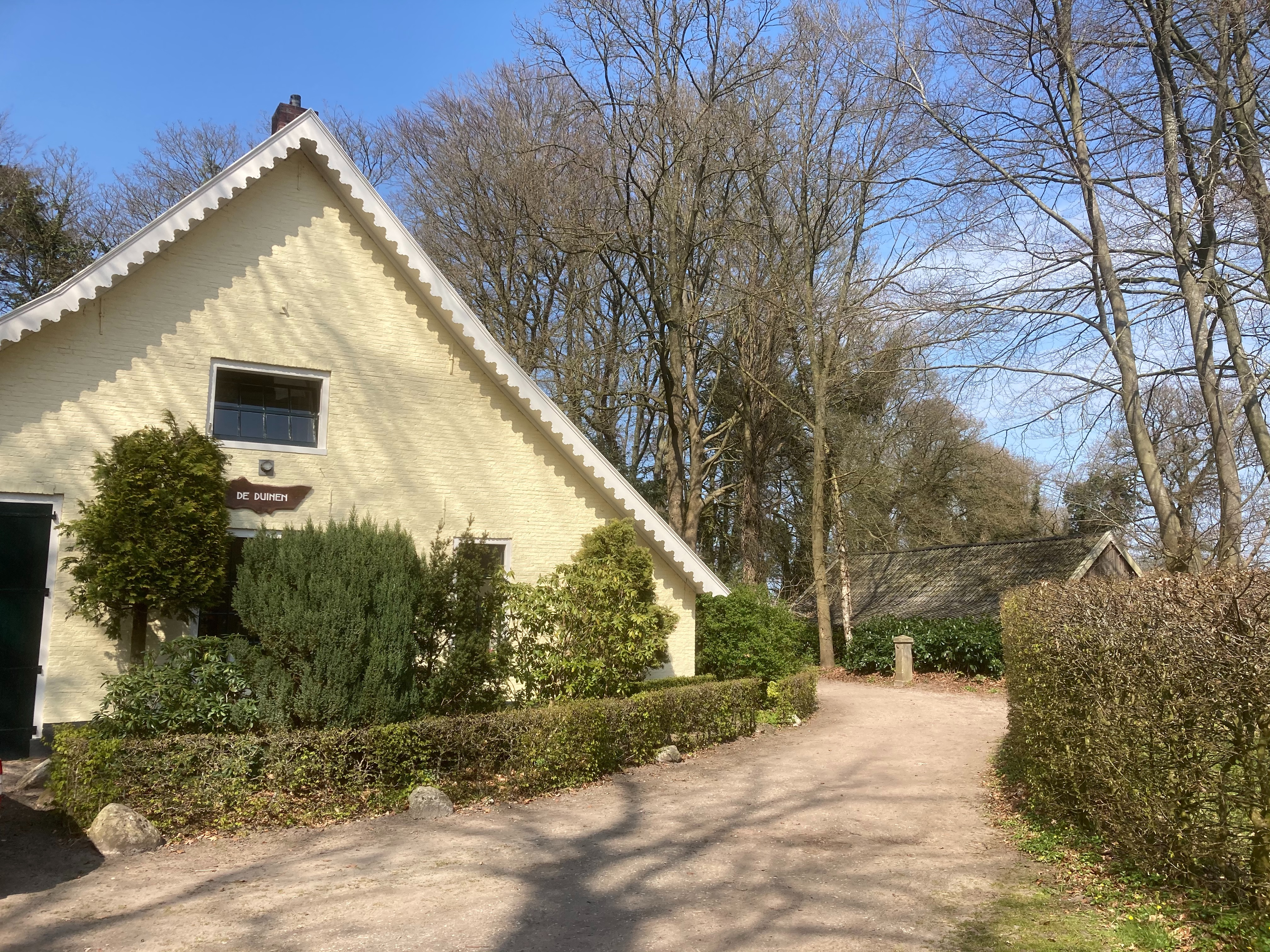